# Ilkley Trophy 2024
L'Ilkley Trophy 2024 è stato un torneo di tennis professionistico. È stato la 9ª edizione del torneo maschile, facente parte della categoria Challenger 125 nell'ambito dell'ATP Challenger Tour 2024, con un montepremi di 148 000 €. È stata la 9ª edizione anche del torneo femminile, facente parte della categoria W100 con un montepremi di 100 000 $. Si è giocato dal 17 al 23 giugno 2024 sui campi in erba dell'Ilkley Lawn Tennis and Squash di Ilkley, nel Regno Unito.

## Torneo maschile

### Teste di serie
| Nazionalità | Giocatore          | Ranking* | Testa di serie |
| ----------- | ------------------ | -------- | -------------- |
| Francia     | Hugo Gaston        | 82       | 1              |
| Sudafrica   | Lloyd Harris       | 98       | 2              |
| Francia     | Grégoire Barrère   | 103      | 3              |
| Belgio      | David Goffin       | 109      | 4              |
| Cile        | Cristian Garín     | 115      | 5              |
| Francia     | Richard Gasquet    | 116      | 6              |
| Stati Uniti | Zachary Svajda     | 123      | 7              |
| Italia      | Stefano Napolitano | 125      | 8              |

* Ranking al 10 giugno 2024.

### Altri partecipanti
I seguenti giocatori hanno ricevuto una wild card per il tabellone principale:
- Arthur Fery
- Felix Gill
- Ryan Peniston

I seguenti giocatori sono entrati in tabellone come special exempt:
- Mattia Bellucci
- Charles Broom

I seguenti giocatori sono passati dalle qualificazioni:
- Beibit Zhukayev
- Benjamin Bonzi
- Maxime Cressy
- Tomas Barrios Vera
- Gabriel Diallo
- Denis Kudla

## Campioni

### Singolare maschile
David Goffin ha sconfitto in finale  Harold Mayot con il punteggio di 6–4, 6–2.

### Doppio maschile
Evan King /  Reese Stalder hanno sconfitto in finale  Christian Harrison /  Fabrice Martin con il punteggio di 6–3, 3–6, [10–6].

### Singolare femminile
Rebecca Marino ha sconfitto in finale  Jessika Ponchet con il punteggio di 4–6, 6–1, 6–4.

### Doppio femminile
Kristina Mladenovic /  Elena-Gabriela Ruse hanno sconfitto in finale  Quinn Gleason /  Tang Qianhui con il punteggio di 6–2, 6–2.